# Râul Chișlic
Râul Chișlic este un afluent al Pârâului Drugii.  

## Hărți
- Harta județului Covasna
- Harta Munții Bodoc-Baraolt  Arhivat în 29 ianuarie 2014, la Wayback Machine.